# Ŧ
La T con barra (mayúscula Ŧ, minúscula ŧ) es una letra del alfabeto sami septentrional. En el sami septentrional se pronuncia como la consonante fricativa dental sorda [θ]. 
También se utiliza para representar la fricativa dental sorda [θ] en el alfabeto SENĆOŦEN utilizado para el saanich, un dialecto aborigen de Canadá.
El código Unicode es U+0166 para Ŧ y U+0167 para ŧ.

## Unicode
| Carácter      | Ŧ                                  | Ŧ                                  | ŧ                                | ŧ                                |
| ------------- | ---------------------------------- | ---------------------------------- | -------------------------------- | -------------------------------- |
| Unicode       | LATIN CAPITAL LETTER T WITH STROKE | LATIN CAPITAL LETTER T WITH STROKE | LATIN SMALL LETTER T WITH STROKE | LATIN SMALL LETTER T WITH STROKE |
| Codificación  | decimal                            | hex                                | decimal                          | hex                              |
| Unicode       | 358                                | U+0166                             | 359                              | U+0167                           |
| UTF-8         | 197 166                            | C5 A6                              | 197 167                          | C5 A7                            |
| Ref. numérica | &#358;                             | &#x166;                            | &#359;                           | &#x167;                          |